# 西菱刈站
西菱刈站（日语：〔〕／ Nishi-Hishikari eki */?）是一個位於鹿兒島縣伊佐郡菱刈町下手（現時為伊佐市菱刈下手）的九州旅客鐵道（JR九州）山野線車站。在1988年（昭和63年）2月1日與山野線一同停用。

## 停用前車站結構
- 有一個單式月台1面1線。
- 無人站。
- 有一個站舍及候車室。

## 歷史
- 1938年（昭和13年）3月25日：開始營業[1]。
- 1957年（昭和32年）10月1日：車站成為無人站。
- 1987年（昭和62年）4月1日：因國鐵分割民營化，本站成為九州旅客鐵道的車站[2]。
- 1988年（昭和63年）2月1日：與山野線一同停用[2]。

## 相鄰車站
九州旅客鐵道
山野線
薩摩大口－西菱刈－菱刈

## 注腳
1. 1 2  「鉄道省告示第48号」『官報』1938年3月18日（國立國會圖書館數碼化收藏）
2. 1 2 3  石野哲（編）. . JTB. 1998: 706. ISBN 978-4-533-02980-6 （日语）.

## 相關項目
- 日本鐵路車站列表